# Gynoplistia fimbriata
Gynoplistia fimbriata är en tvåvingeart som beskrevs av Alexander 1920. Gynoplistia fimbriata ingår i släktet Gynoplistia och familjen småharkrankar. Inga underarter finns listade i Catalogue of Life.